# Piazzali
 Piazzali  là một xã ở tỉnh Haute-Corse trên đảo Corse, Pháp. Xã này có diện tích 0,7 km², dân số năm 1999 là 13 người. Khu vực này có độ cao 400 mét trên mực nước biển.